# Дувидов, Виктор Аронович
Виктор Аронович Дувидов (8 июля 1932, Испания — 21 февраля 2000, Москва) — российский график, живописец, книжный иллюстратор, заслуженный художник РСФСР (1989), народный художник Российской Федерации (1997), лауреат государственной премии Российской Федерации (1993).

## Биография
Родители — испанские антифашисты, погибли во время Гражданской войны в Испании. Виктор был вывезен в Советский Союз. С 1937 года воспитывался в семье московских врачей Арона и Елены Дувидовых. Фамилия и отчество были даны усыновителями.
В 1941—1943 годах в эвакуации в Горьковской области. В 1944—1950 годах обучался в детской художественной школе Краснопресненского района Москвы.
В 1955 году окончил с дипломом художественного редактора факультет художественно-технического оформления печатной продукции Московского полиграфического института (преподаватели А. Д. Гончаров, И. И. Чекмазов, П. Г. Захаров и др.).
С конца 1950-х годов Виктор Аронович — художник детской книги. Оформил более 200 изданий.
Трагически погиб. Похоронен на Донском кладбище.